# مؤسسة عامة ذات طابع إداري في فرنسا
المؤسسة العامة ذات الطابع الإداري (EPA) في فرنسا هي شخصية اعتبارية من القانون العام تتمتع باستقلالية إدارية ومالية معينة من أجل أداء مهمة ذات مصلحة عامة غير صناعية وتجارية، محددة بدقة، تحت إشراف الدولة أو جماعة إقليمية.
هذا التصنيف القانوني يتعارض مع تصنيف "المؤسسة العامة ذات الطابع الصناعي والتجاري" (EPIC) الناتج عن قرار محكمة النزاعات "شركة التجارة لغرب إفريقيا" في 22 يناير 1921، الذي اعترف بوجود خدمات عامة تدار وفقًا لنفس القواعد التي تحكم الشركات الخاصة، مما أدخل هذا المفهوم في القانون الإداري الفرنسي.
موظفو المؤسسات العامة ذات الطابع الإداري هم في الأساس موظفون عموميون، يمكن أن يكونوا موظفين حكوميين خاضعين للنظام العام للوظيفة العامة أو موظفين غير دائمين (متعاقدين) من القانون العام بعقود محددة المدة (CDD) أو عقود غير محددة المدة (CDI)، ويمكن أن يكونوا خاضعين عند الاقتضاء لأنظمة خاصة.

## الجانب القانوني
على عكس المؤسسات العامة ذات الطابع الصناعي أو التجاري (EPIC) التي تخضع للقانون الخاص، فإن المؤسسات العامة ذات الطابع الإداري (EPA) تخضع بشكل رئيسي للقانون العام. هذا التمييز القانوني معترف به من قبل النظام القضائي الفرنسي. كل خدمة عامة، في غياب تصنيف صريح بنص تشريعي، يُفترض أن لها طابع إداري، إلا إذا توافرت ثلاثة معايير، التي تعرف EPIC:
1. موضوع الخدمة: يجب أن يكون نشاطها متعلقًا ببيع أو إنتاج سلعة، أو بتقديم خدمة.
2. مصدر الموارد: تكون المؤسسة EPIC عندما تأتي مواردها بشكل رئيسي من الرسوم المحصلة من مستخدمي الخدمة.
3. طريقة التنظيم والتشغيل للخدمة (معيار الإدارة): عندما تكون طرقها قريبة من تلك الخاصة بشركة من القانون الخاص، فهي تميل إلى اعتبارها EPIC.

بعض المؤسسات العامة تمارس بشكل مشترك مهام الخدمة العامة ذات الطابع الإداري ومهام الخدمة العامة ذات الطابع الصناعي والتجاري. إذا لم يكن نشاطها الرئيسي صناعيًا وتجاريًا، فإنها تُصنف عمومًا من قبل النظام القضائي في فئة المؤسسات العامة ذات الطابع الإداري (EPA). ومع ذلك، تُطبق بعض قواعد EPIC على الخدمات العامة ذات الطابع الصناعي والتجاري التي تديرها.

## قائمة اتفاقيات الشراكة الاقتصادية
| العنوان | الشكل القصير                | الوزارة (الوزارات) الوصية                               |
| --- | --------------------------- | ------------------------------------------------------- |
| المستشارية الجامعية | المستشارية                  | التعليم العالي                                          |
| الوكالة المركزية للهيئات الاجتماعية                                                                                             | ACOSS                       | الصحة والمالية                                          |
| وكالة الطب الحيوي | ABM                         | الصحة                                                   |
| الوكالة الوطنية لأمن الأدوية والمنتجات الصحية                                                                                   | ANSM (ex-Afssaps)           | الصحة                                                   |
| الوكالة الإقليمية للهندسة أورن                                                                                                  | ADI61                       |                                                         |
| الوكالات الإقليمية للصحة | ARS                         | الصحة                                                   |
| الوكالة التقنية للمعلومات حول الاستشفاء                                                                                         | Atih                        | الصحة                                                   |
| الصندوق الوطني للتضامن من أجل الاستقلال                                                                                         | CNSA                        | الصحة والمالية                                          |
| المركز الوطني لإدارة الممارسين في المستشفيات والموظفين الإداريين في الوظيفة العامة الاستشفائية (المعروف بالمركز الوطني للإدارة) | CNG                         | الصحة                                                   |
| المدرسة الوطنية العليا للأمن الاجتماعي                                                                                          | EN3S                        | الصحة                                                   |
| المؤسسة الفرنسية للدم | EFS                         | الصحة                                                   |
| الوكالة الوطنية للصحة العامة | SpF - الصحة العامة في فرنسا | الصحة                                                   |
| الوكالة للتعليم الفرنسي في الخارج                                                                                               | AEFE                        | الشؤون الخارجية                                         |
| المكتب الفرنسي لحماية اللاجئين وعديمي الجنسية                                                                                   | OFPRA                       | الشؤون الخارجية (من 1952 إلى 2010)، الداخلية (منذ 2010) |
| الوكالة الوطنية للأمن الصحي للأغذية والبيئة والعمل                                                                              | Anses                       | الصحة، العمل، والبيئة                                   |
| المدرسة الوطنية للهندسة المائية والبيئية في ستراسبورغ                                                                           | ENGEES                      | الزراعة                                                 |
| المؤسسة الوطنية لمنتجات الزراعة والبحر                                                                                          | FranceAgriMer               | الزراعة                                                 |
| الوكالة للخدمات والدفع | ASP Public                  | الزراعة والعمل                                          |
| المعهد الوطني لتدريب موظفي وزارة الزراعة                                                                                        | Infoma                      | الزراعة                                                 |
| المعهد الفرنسي للخيول وركوب الخيل                                                                                               | IFCE                        | الزراعة والرياضة                                        |
| المعهد الوطني للأصل والجودة | INAO                        | الزراعة                                                 |
| أكاديمية فرنسا في روما | villa Médicis               | الثقافة                                                 |
| المكتبة الوطنية الفرنسية | BnF                         | الثقافة                                                 |
| المكتبة الوطنية والجامعية (ستراسبورغ)                                                                                           | Bnu                         | التعليم العالي                                          |
| المكتبة العامة للمعلومات | BPI                         | الثقافة                                                 |
| مركز المعالم الوطنية | CMN                         | الثقافة                                                 |
| المركز الوطني للفنون والثقافة جورج بومبيدو                                                                                      | Cnac-GP                     | الثقافة                                                 |
| المركز الوطني للفنون التشكيلية                                                                                                  | Cnap                        | الثقافة                                                 |
| المركز الوطني للسينما والصورة المتحركة                                                                                          | CNC                         | الثقافة                                                 |
| المركز الوطني للكتاب | CNL                         | الثقافة                                                 |
| مدينة الخزف - سيفر ولِمُوج |                             | الثقافة                                                 |
| المعهد الوطني الأعلى للفنون الدرامية                                                                                            | CNSAD                       | الثقافة                                                 |
| المعهد الوطني الأعلى للموسيقى والرقص في باريس                                                                                   | CNSMD Paris                 | الثقافة                                                 |
| المعهد الوطني الأعلى للموسيقى والرقص في ليون                                                                                    | CNSMD Lyon                  | الثقافة                                                 |
| مدرسة اللوفر |                             | الثقافة                                                 |
| المدارس الوطنية العليا للهندسة المعمارية                                                                                        |                             | الثقافة                                                 |
| المدرسة الوطنية العليا للفنون في سيرجي-بونتواز                                                                                  |                             | الثقافة                                                 |
| المدرسة الوطنية العليا للتصوير                                                                                                  |                             | الثقافة                                                 |
| المدرسة الوطنية العليا للفنون الزخرفية                                                                                          |                             | الثقافة                                                 |
| المدرسة الوطنية العليا للفنون في نيس - فيلا آرسون                                                                               | Villa Arson (ex-EPIAR)      | الثقافة                                                 |
| المدرسة الوطنية العليا للفنون الجميلة (مدرسة الفنون الجميلة في باريس)                                                           | ENSBA                       | الثقافة                                                 |
| المؤسسة العامة لقصر، متحف وموقع فيرساي الوطني                                                                                   | EPV                         | الثقافة                                                 |
| مشغل التراث والمشاريع العقارية للثقافة                                                                                          |                             | الثقافة                                                 |
| المعهد الوطني للتراث | INP                         | الثقافة                                                 |
| المعهد الوطني للأبحاث الأثرية الوقائية                                                                                          | INRAP (ex-Afan)             | الثقافة والبحث                                          |
| متحف رودين |                             | الثقافة                                                 |
| المكتب الوطني للمحاربين القدامى وضحايا الحرب                                                                                    | ONAC-VG                     | الدفاع                                                  |
| الخدمة الهيدروغرافية والمح يطية للبحرية                                                                                         | SHOM                        | الدفاع (منذ 2007)                                       |
| المؤسسة للتواصل والإنتاج السمعي البصري للدفاع                                                                                   | ECPAD                       | الدفاع                                                  |
| المؤسسة الوطنية للأسر الضحايا والشهداء الحرب                                                                                    | ONAC-VG                     | الدفاع                                                  |
| المعهد الوطني للبحث والتطوير في التربية                                                                                         | INRDP                       | التعليم                                                 |
| المعهد الوطني للشؤون البحرية | INSM                        | التعليم                                                 |
| المعهد الوطني للبحوث الزراعية                                                                                                   | INRA                        | التعليم العالي والزراعة                                 |
| المعهد الوطني للإحصاء والدراسات الاقتصادية                                                                                      | INSEE                       | الاقتصاد                                                |
| المعهد الوطني للملكية الصناعية                                                                                                  | INPI                        | الاقتصاد                                                |
| المعهد الوطني للملكية الفكرية                                                                                                   | INPI                        | الاقتصاد                                                |
| المعهد الوطني للملكية الفكرية                                                                                                   | INPI                        | الاقتصاد                                                |
| المعهد الوطني للإحصاء والدراسات الاقتصادية                                                                                      | INSEE                       | الاقتصاد                                                |
| المعهد الوطني للجغرافيا | IGN                         | البيئة                                                  |
| المعهد الوطني للتدريب في الإسعافات                                                                                              | INFS                        | الداخلية                                                |
| المعهد الوطني للجريمة والتحليل الجنائي                                                                                          | INAVEM                      | الداخلية                                                |
| المعهد الوطني للبحث العلمي | INSERM                      | التعليم العالي                                          |
| المعهد الوطني للدراسات الديموغرافية                                                                                             | INED                        | التعليم العالي                                          |
| المعهد الوطني للعلوم التطبيقية                                                                                                  | INSA                        | التعليم العالي                                          |
| المعهد الوطني للتعليم التقني | INETOP                      | التعليم العالي                                          |
| المعهد الوطني للتعليم الزراعي                                                                                                   | INA                         | التعليم العالي                                          |
| المعهد الوطني للتعليم الفني | INEV                        | التعليم العالي                                          |
| المعهد الوطني للتعليم المهني | INOP                        | التعليم العالي                                          |
| المعهد الوطني للتعليم الزراعي                                                                                                   | INRA                        | التعليم العالي                                          |
| المعهد الوطني للبحث العلمي | INSERM                      | التعليم العالي                                          |
| المعهد الوطني للدراسات الديموغرافية                                                                                             | INED                        | التعليم العالي                                          |
| المعهد الوطني للعلوم التطبيقية                                                                                                  | INSA                        | التعليم العالي                                          |
| المعهد الوطني للتعليم التقني | INETOP                      | التعليم العالي                                          |
| المعهد الوطني للتعليم الزراعي                                                                                                   | INA                         | التعليم العالي                                          |
| المعهد الوطني للتعليم الفني | INEV                        | التعليم العالي                                          |
| المعهد الوطني للتعليم المهني | INOP                        | التعليم العالي                                          |

### روابط خارجية
على موقع Vie-publique.fr:
- ما هي المؤسسات العمومية ذات الاختصاص الإداري (EPA) والصناعي والتجاري (EPIC)؟
- تحديات المؤسسة العمومية